# Ralph Gonsalves

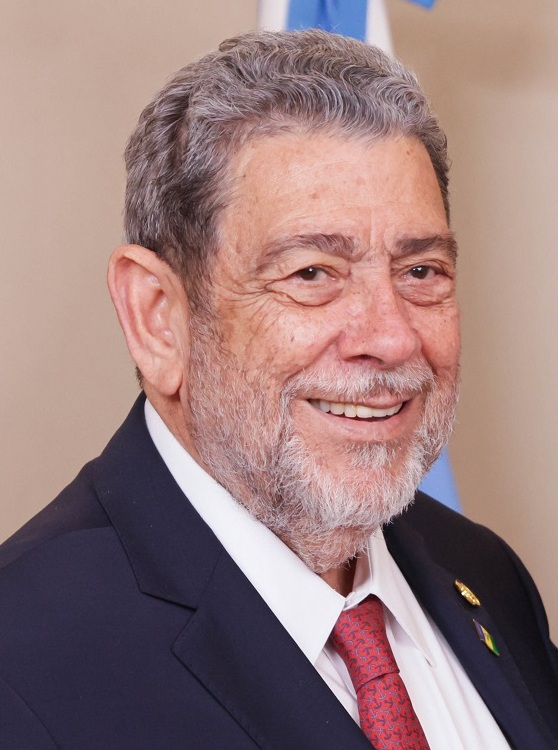
Ralph Gonsalves (2023)

Ralph Everard Gonsalves (* 8. August 1946 in Colonarie, St. Vincent) ist seit dem 29. März 2001 der Premierminister des Inselstaats St. Vincent und die Grenadinen. Er ist Vorsitzender der Unity Labour Party (ULP).

## Leben
Ralph Gonsalves entstammt einer Familie, deren Vorfahren 1845 mit dem Status von „indentured servants“ als Zuckerrohrscheider aus Madeira nach St. Vincent gekommen waren; daher der portugiesische Familienname.
Gonsalves besuchte die katholische Schule in Colonarie und das Gymnasium in Kingstown. An der University of the West Indies (UWI) studierte er Wirtschaftswissenschaft und Politikwissenschaft. Dort war er von Walter Rodney tief beeindruckt, der seit Anfang 1968 an der UWI unterrichtete. Als die jamaikanische Regierung am 15. Oktober 1968 Rodney die Wiedereinreise nach Jamaika verweigerte, war Gonsalves einer der Studenten, die einen Protestmarsch organisierten. Von der University of Manchester wurde er 1974 mit einer Dissertation über die Gewerkschaften in Uganda promoviert. Anschließend studierte er Rechtswissenschaften; 1981 wurde er vom Gray’s Inn als Barrister-at-Law zugelassen. In seine Heimat zurückgekehrt, arbeitete er als Rechtsanwalt und als Anwalt am Eastern Caribbean Supreme Court, dem Obersten Gericht der Organisation Ostkaribischer Staaten.
1994 wurde Gonsalves erstmals in das Parlament von St. Vincent und den Grenadinen, das House of Assembly, gewählt und 1998 zum Vorsitzenden der Unity Labour Party. Seine Partei verlor die Parlamentswahl 1998 nur knapp. Gonsalves wurde Oppositionsführer. Nach anhaltenden Streiks und Demonstrationen sah sich der damalige Premierminister Arnhim Eustace genötigt, zwei Jahre vor Ablauf der Legislaturperiode eine Neuwahl anzusetzen. Bei der Wahl am 28. März 2001 erzielten Gonsalves und seine Unity Labour Party einen „Erdrutschsieg“, die Partei gewann 12 von 15 Sitzen. Tags darauf wurde Gonsalves Premierminister.
Gonsalves galt als Student als Marxist. Heute ist er einer der meistbeachteten Intellektuellen der Karibik. Er schrieb zahlreiche Artikel und Bücher: zur Geschichte der Arbeiterbewegung, zur Geschichte der Sklaverei in der Karibik, zu karibischen Persönlichkeiten, wie etwa Frank Worrell, George Augustus McIntosh (1886–1963) und Maurice Bishop, zur Politischen Ökonomie der Karibik und zur karibischen Kultur. Gonsalves befürwortet eine Union der kleinen Inselstaaten und Territorien in der Region. Er wird zuweilen mit Rosie Douglas, dem ehemaligen Premierminister von Dominica, Georg Odlum, einem Politiker und Schauspieler von Saint Lucia sowie Tim Hector, einem sozialistischen Politiker von Antigua und Barbuda, in Verbindung gebracht. Alle streben bzw. strebten einen Pankaribismus an.
Gonsalves setzt sich dafür ein, dass das Vereinigte Königreich als einstige Kolonialmacht die Nachkommen der aus Afrika in die Karibik deportierten Sklaven für die an ihren Vorfahren verübten Verbrechen entschädigt. Dies war das Thema seiner Grundsatzrede The End of Slavery in St. Vincent and the Grenadines and Our Commemoration in 2012 im House of Assembly zum 174. Jahrestag der Abschaffung der Sklaverei im britischen Kolonialreich am 1. August 1834 sowie von zahlreichen Aufsätzen.
Gonsalves ist ein gläubiger Katholik, der bei den Benediktinern des Mount St. Benedict Monastery in Tunapuna Exerzitien hält. Sein 1972 geborener Sohn Camillo ist seit 2017 Finanzminister seines Heimatlandes.

## Schriften
- The politics of trade unions and industrial relations in Uganda (1950–1971). University of Manchester, Faculty of Social and Economic Studies, Manchester 1974.
- The spectre of imperialism. The case of the Caribbean. The University of the West Indies Press, Cave Hill, 1976.
- The non capitalist path of development. Africa and the Caribbean. One Caribbean (O.C.) Publications, London 1981, ISBN 0-907611-00-1.
- On the political economy of Barbados. One Caribbean (O.C.) Publications, London 1982.
- History and the future. A Caribbean perspective. Kingstown 1994.
- The trial of George McIntosh. The McIntosh trial and the 1935 uprising in St. Vincent and the Grenadines, West Indies. Caribbean Diaspora Press, New York 1996, ISBN 1-878433-23-7.
- The making of „The Comrade“. The political journey of Ralph Gonsalves. An autobiographical sketch of a Caribbean prime minister. SFI Books, Kingstown 2010.
- The case for Caribbean reparatory justice. SFI Books, Kingstown 2014, ISBN 978-1-5032-1069-1.
- Our Caribbean Civilisation and Its Political Prospects. SFI Books, Kingstown 2014, ISBN 978-1-5032-3599-1.
- The Rodney Affair and its aftermath. A 50th anniversary commemoration of the protests in Jamaica on October 16, 1968. SFI Books, Kingstown 2018.